# Zavadka, Starîi Sambir
Zavadka (în ucraineană Завадка) este un sat în comuna Terșiv din raionul Starîi Sambir, regiunea Liov, Ucraina.

## Demografie
Componența lingvistică a localității Zavadka
     Ucraineană (99,47%)
     Alte limbi (0,53%)
Conform recensământului din 2001, majoritatea populației localității Zavadka era vorbitoare de ucraineană (99,47%), existând în minoritate și vorbitori de alte limbi.